# Károly Aggházy
Károly Aggházy (Budapest, 30 ottobre 1855 – Budapest, 8 ottobre 1918) è stato un pianista e compositore ungherese.
Studiò a Budapest e a Vienna con Franz Liszt, Anton Bruckner e Robert Volkmann; concertista, è stato inoltre professore di pianoforte a Berlino e a Budapest.

## Opere musicali
- 1897 – Marietta
- 1906 – Rákóczy